# Мурашниця червоноока
Мурашниця червоноока (Grallaria carrikeri) — вид горобцеподібних птахів родини Grallariidae.

## Назва
Вид названо на честь Мельбурна Армстронга Каррікера (1879—1965), американського ентомолога і орнітолога, на знак подяки за його величезний внесок у знання андійських птахів.

## Поширення
Поширений уздовж східного схилу Анд на півночі Перу (Амазонас і Ла-Лібертад). Цей вид вважається рідкісним і місцевим у своєму природному середовищі існування. Трапляється на або поблизу землі гірських лісів та їх узліссів на висоті від 2350 до 2900 м над рівнем моря.

## Спосіб життя
Харчується комахами, павуками та дощовими хробаками, яких підбирає з землі або у підстилці. Будує чашоподібне гніздо на висоті приблизно 3 м над землею, переважно на гілках Chusquea. У гнізді помічено двох пташенят.